# تيدي بيترسن
تيدي بيترسن (بالدنماركية: Teddy Petersen)‏ هو موزع دنماركي، ولد في 21 نوفمبر 1892، وتوفي في 15 أبريل 1991.

## وصلات خارجية
- تيدي بيترسن على موقع IMDb (الإنجليزية)
- تيدي بيترسن على موقع ميوزك برينز (الإنجليزية)
- تيدي بيترسن على موقع قاعدة بيانات الأفلام السويدية (السويدية)
- تيدي بيترسن على موقع ديسكوغز (الإنجليزية)
- تيدي بيترسن على موقع قاعدة بيانات الفيلم (الإنجليزية)
- تيدي بيترسن على موقع كينوبويسك (الروسية)